# Ричард Хамонд
Ричард Марк Хамонд (енгл. Richard Mark Hammond, рођен 19. децембра 1969) британски је водитељ, писац и новинар, најпознатији као један од водитеља емисије о аутомобилизму 'Тоp Gear' (са Џеремијем Кларксоном и Џејмсом Мејом). Такође је био водитељ емисија Brainiac: Science Abuse (2003–2006), Total Wipeout (2009–2012) и Planet Earth Live (2012).